# Honda Avancier (2016)
| Sterne im C-NCAP-Crashtest (2018) |

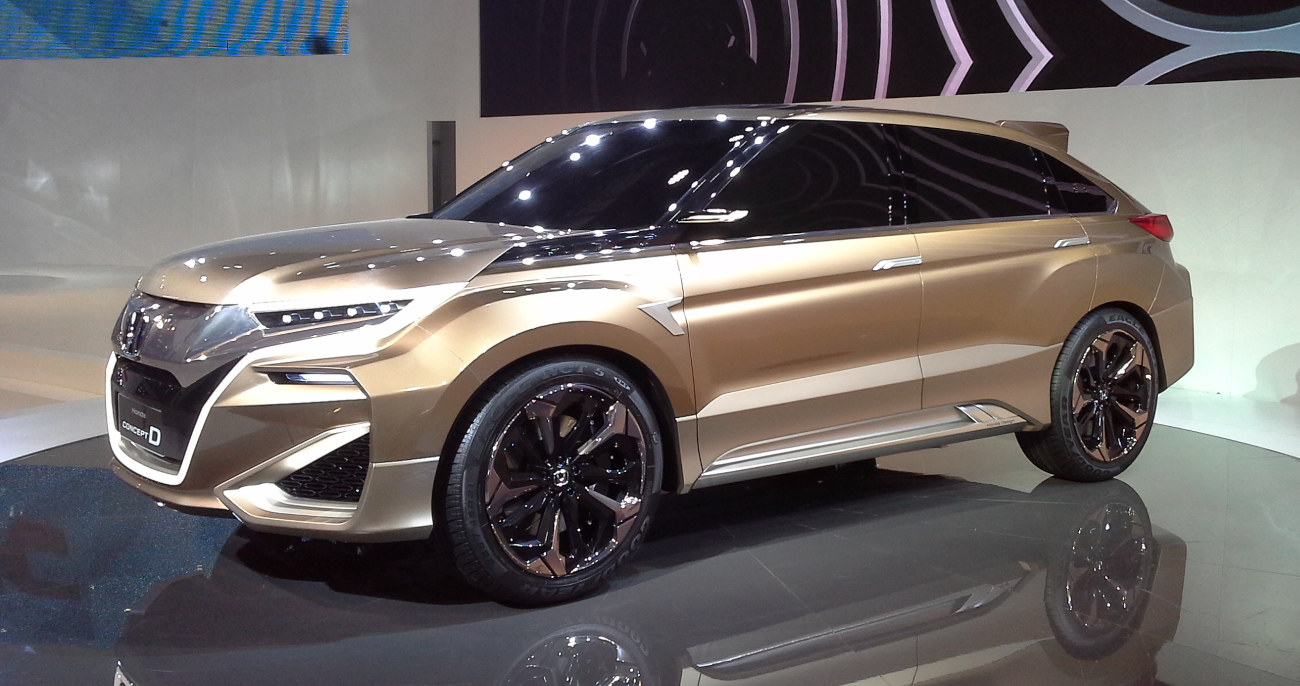
Honda Concept D 05 auf der Shanghai Auto Show 2015

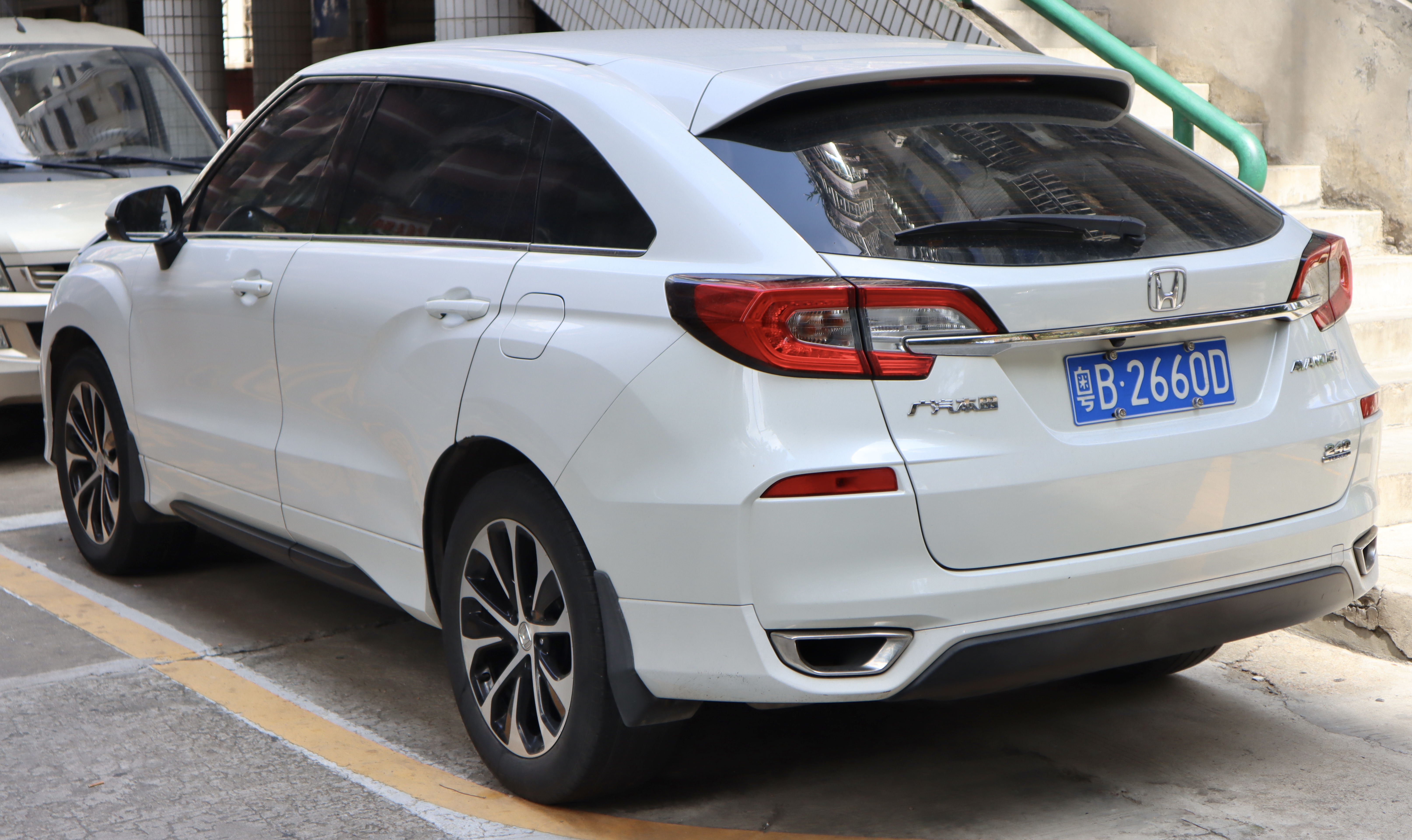
Heckansicht

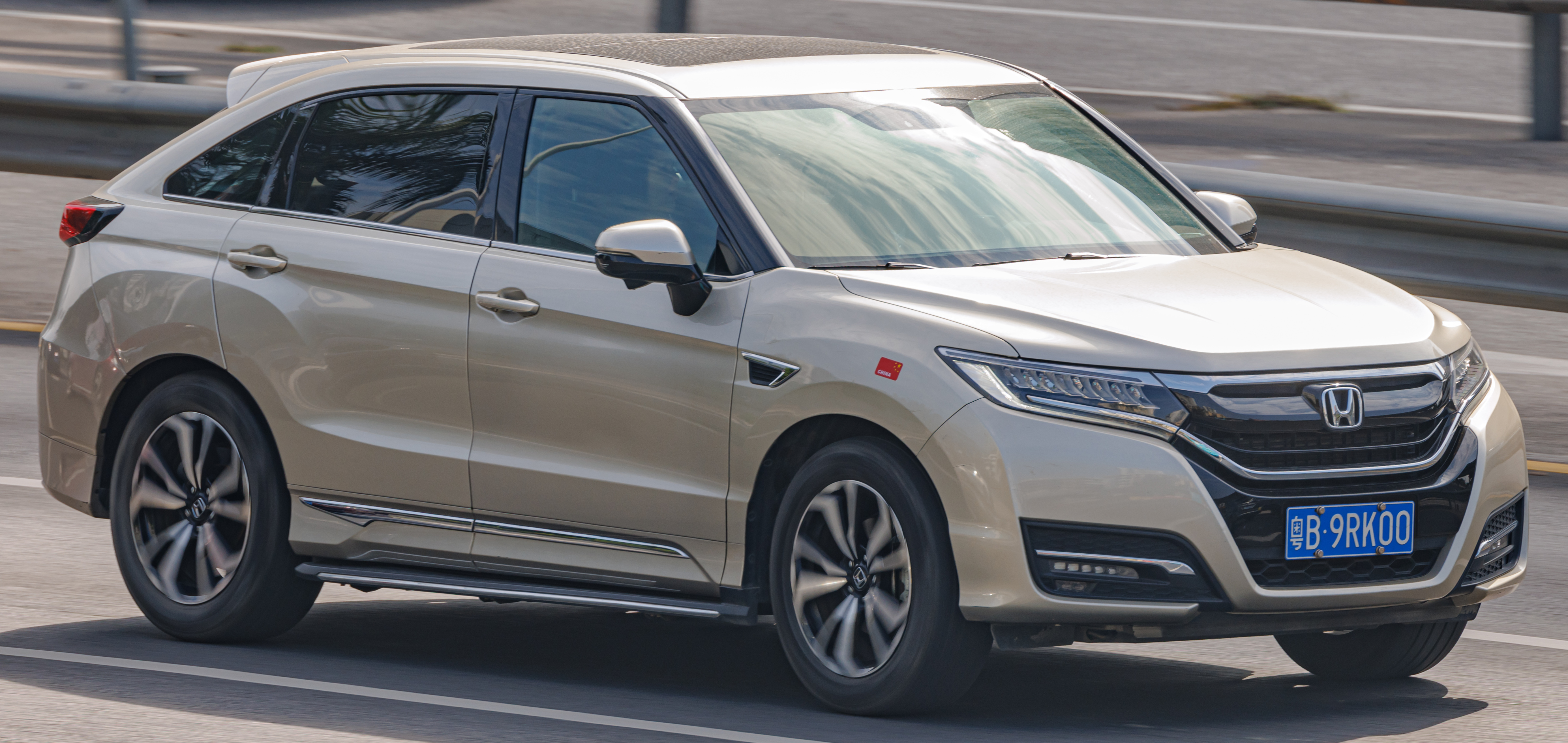
Honda UR-V (2017–2023)

Der Honda Avancier ist ein SUV des japanischen Automobilherstellers Honda, das über dem CR-V positioniert ist.

## Geschichte
Das Fahrzeug debütierte als Studie Concept D auf der Shanghai Auto Show 2015, eine seriennahe Version zeigte Honda auf der Beijing Auto Show im April 2016. Die Serienversion wurde auf der Chengdu Auto Show 2016 gezeigt und kam in China am 31. Oktober 2016 zu den Händlern.
Am 20. März 2017 kam in China der nahezu baugleiche Honda UR-V auf den Markt. Dieser unterscheidet sich vom Avancier lediglich am Grill, der Motorhaube, den Stoßstangen und den Rückleuchten. Da Honda auf dem chinesischen Markt gleich zwei Joint Ventures hat, wird der bei Dongfeng Honda Automobile gebaute UR-V zusätzlich zum bei Guangqi Honda Automobile produzierten Avancier angeboten.
Von beiden Modellen wurde im Sommer 2023 eine überarbeitete Version eingeführt.
Schon zwischen 1999 und 2003 bot Honda ein Fahrzeug unter dem Namen Avancier in Japan an.

## Technische Daten
Zum Marktstart war der Avancier mit einem 200 kW (272 PS) starken aufgeladenen 2,0-Liter-Ottomotor und einem 9-Stufen-Automatikgetriebe von ZF verfügbar. Serienmäßig hat das Fahrzeug Vorderradantrieb, optional kann es mit Allradantrieb ausgestattet werden. Im März 2017 folgte ein schwächerer, aufgeladener 1,5-Liter-Ottomotor. Mit der Modellpflege 2023 wurde die maximale Leistung beider Motorisierungen etwas reduziert.
|                                             | 240 Turbo              | 240 Turbo              | 370 Turbo                  | 370 Turbo                         |
| Bauzeitraum                                 | seit 06/2023           | 03/2017–08/2023        | seit 06/2023               | 10/2016–08/2023                   |
| Motorkenndaten                              |                        |                        |                            |                                   |
| Motortyp                                    | R4-Ottomotor           | R4-Ottomotor           | R4-Ottomotor               | R4-Ottomotor                      |
| Hubraum                                     | 1498 cm³               | 1498 cm³               | 1996 cm³                   | 1996 cm³                          |
| Verdichtungsverhältnis                      | 10,3 : 1               | 10,3 : 1               | 9,8 : 1                    | 9,8 : 1                           |
| max. Leistung bei min−1                     | 138 kW (188 PS) / 5600 | 142 kW (193 PS) / 5600 | 192 kW (261 PS) / 6500     | 200 kW (272 PS) / 6500            |
| max. Drehmoment bei min−1                   | 243 Nm / 2000–4500     | 243 Nm / 2000–5000     | 370 Nm / 2250–3500         | 370 Nm / 2250–4500                |
| Kraftübertragung                            |                        |                        |                            |                                   |
| Antrieb, serienmäßig                        | Vorderradantrieb       | Vorderradantrieb       | Vorderradantrieb           | Vorderradantrieb                  |
| Antrieb, optional                           | —                      | —                      | (Allradantrieb)            | (Allradantrieb)                   |
| Getriebe, serienmäßig                       | Stufenloses Getriebe   | Stufenloses Getriebe   | 9-Stufen-Automatikgetriebe | 9-Stufen-Automatikgetriebe        |
| Messwerte                                   |                        |                        |                            |                                   |
| Höchstgeschwindigkeit                       | 198 km/h               | 198 km/h               | 208 km/h                   | 208 km/h                          |
| Beschleunigung, 0–100 km/h                  | 10,8 s                 | 9,6 s                  | 9,0 s (8,8 s)              | 7,8 s (8,0 s)                     |
| Kraftstoffverbrauch auf 100 km (kombiniert) | 7,7–7,8 l Super        | 7,6 l Super            | 8,7 l Super (9,1 l Super)  | 8,1–8,3 l Super (8,5–8,7 l Super) |